# ICAO空港コードの一覧/B
ICAOコードによる空港の一覧：A - B - C - D - E - F - G - H - I - J - K（KA - KG - KN） - L - M - N - O - P - Q - R - S - T - U - V - W - X - Y - Z
この一覧では次のような形式で列挙する。
- ICAOコード（IATAコード）– 空港名 – 空港の所在地

## BG - グリーンランド
カテゴリと一覧も参照
- BGAA  (JEG) – アシアート空港（英語版） – アシアート
- BGAG (AOQ) – Aappilattoq Heliport (Qaasuitsup)（英語版） – Aappilattoq, Qaasuitsup（英語版）
- BGAK – Akunnaaq Heliport（英語版） – Akunnaaq（英語版）
- BGAM (AGM) – タシーラク・ヘリポート（英語版） – タシーラク
- BGAP (LLU) – Alluitsup Paa Heliport（英語版） – Alluitsup Paa（英語版）
- BGAQ (QUV) – Aappilattoq Heliport (Kujalleq)（英語版） – Aappilattoq, Kujalleq（英語版）
- BGAR (JRK) – Arsuk Heliport – Arsuk（英語版）
- BGAS (QUW) – Ammassivik Heliport（英語版） – Ammassivik（英語版）
- BGAT (QGQ) – アッツ・ヘリポート（英語版） – アッツ島
- BGBW (UAK) – ナルサルスアーク空港（英語版） – ナルサルスアーク
- BGCH (JCH) – カシギアングイト・ヘリポート（英語版） – カシギアングイト
- BGCO (CNP) – ネレーリット・インアート空港（英語版） – イトコルトルミット
- BGEM – (BGAAを参照)
- BGET (QFG) – Eqalugaarsuit Heliport（英語版） – Eqalugaarsuit（英語版）
- BGFD (QFN) – Narsaq Kujalleq Heliport（英語版） – Narsaq Kujalleq（英語版）
- BGFH – (BGPTを参照)
- BGGD (JGR) – Kangilinnguit Heliport – Kangilinnguit（英語版）
- BGGH (GOH) – ヌーク空港 – ヌーク
- BGGN (JGO) – Qeqertarsuaq Heliport（英語版） – Qeqertarsuaq（英語版）
- BGHB – (BGSSを参照)
- BGIA (IKE) – Ikerasak Heliport（英語版） – Ikerasak（英語版）
- BGIG – Iginniarfik Heliport（英語版） – Iginniarfik（英語版）
- BGIK (QRY) – Ikerasaarsuk Heliport（英語版） – Ikerasaarsuk（英語版）
- BGIL – Ilimanaq Heliport（英語版） – Ilimanaq（英語版）
- BGIN (IUI) – Innaarsuit Heliport（英語版） – Innarsuit（英語版）
- BGIS (IOQ) – Isortoq Heliport（英語版） – Isortoq（英語版）
- BGIT (QJI) – Ikamiut Heliport（英語版） – Ikamiut（英語版）
- BGJH (JJU) – カコトック・ヘリポート（英語版） – カコトック
- BGJN (JAV) – イルリサット空港（英語版） – イルリサット
- BGKA – カンガートシャク・ヘリポート（英語版） – カンガートシャク
- BGKK (KUS) – クルスック空港（英語版） – クルスック（英語版）
- BGKL – Upernavik Kujalleq Heliport（英語版） – Upernavik Kujalleq（英語版）
- BGKM (KUZ) – Kuummiit Heliport（英語版） – Kuummiit（英語版）
- BGKQ (KHQ) – Kullorsuaq Heliport（英語版） – Kullorsuaq（英語版）
- BGKS (KGQ) – Kangersuatsiaq Heliport（英語版） – Kangersuatsiaq（英語版）
- BGKT (QJE) – Kitsissuarsuit Heliport（英語版） – Kitsissuarsuit（英語版）
- BGLL (IOT) – Illorsuit Heliport（英語版） – Illorsuit（英語版）
- BGMO – Moriussaq Heliport（英語版） – Moriusaq（英語版）
- BGMQ (JSU) – マニートソック空港 – マニートソック
- BGNK (QMK) – Niaqornaarsuk Heliport（英語版） – Niaqornaarsuk（英語版）
- BGNL – Nalunaq Heliport – Nalunaq
- BGNN (JNN) – Nanortalik Heliport（英語版） – Nanortalik（英語版）
- BGNQ (JUU) – Nuugaatsiaq Heliport（英語版） – Nuugaatsiaq（英語版）
- BGNS (JNS) – ナルサーク・ヘリポート（英語版） – ナルサーク
- BGNT (NIQ) – Niaqornat Heliport（英語版） – Niaqornat（英語版）
- BGNU (NSQ) – Nuussuaq Heliport（英語版） – Nuussuaq（英語版）
- BGPT (JFR) – パーミュート空港（英語版） – パーミュート
- BGQA – (BGQQを参照)
- BGQE (PQT) – Qeqertaq Heliport（英語版） – Qeqertaq（英語版）
- BGQQ  (NAQ) – カーナーク空港（英語版） – カーナーク
- BGQT (QJH) – カッシミウト・ヘリポート（英語版） – カッシミウト
- BGSC (OBY) – イトコルトルミット・ヘリポート（英語版） – イトコルトルミット
- BGSF (SFJ) – カンゲルルススアーク空港 – カンゲルルススアーク
- BGSG (SGG) – Sermiligaaq Heliport（英語版） – Sermiligaaq（英語版）
- BGSI (SRK) – シオラパルクヘリポート – シオラパルク
- BGSO (QOQ) – Saarloq Heliport（英語版） – Saarloq（英語版）
- BGSQ – Saqqaq Heliport（英語版） – Saqqaq（英語版）
- BGSS  (JHS) – シシミウト空港（英語版） – シシミウト
- BGST (SAE) – Saattut Heliport（英語版） – Saattut（英語版）
- BGSV (SVR) – Savissivik Heliport（英語版） – Savissivik（英語版）
- BGTA (TQA) – Tasiusaq Heliport (Qaasuitsup)（英語版） – Tasiusaq, Qaasuitsup（英語版）
- BGTL (THU) – チューレ空軍基地 – ピツフィク（英語版）, カーナーク
- BGTN (TQI) – Tiniteqilaaq Heliport（英語版） – Tiniteqilaaq（英語版）
- BGTQ (XEQ) – Tasiusaq Heliport (Kujalleq)（英語版） – Tasiusaq, Kujalleq（英語版）
- BGUK  (JUV) – ウペルナビク空港（英語版） – ウペルナビク
- BGUM (UMD) – ウマナック・ヘリポート（英語版） – ウマナック
- BGUQ (JQA) – カールシュト空港（英語版） – カールシュト
- BGUT (JUK) – Ukkusissat Heliport（英語版） – Ukkusissat（英語版）

## BI - アイスランド
カテゴリと一覧も参照
- BIAR (AEY) – アークレイリ空港 – アークレイリ
- BIBA - バッキ空港（英語版） - バッキ
- BIBD (BIU) - ビールドゥダールル空港（英語版） - ビールドゥダールル（英語版）
- BIBK (BJD) – Bakkafjordur Airport – Bakkafjörður（英語版）
- BIBL (BLO) – ブリョンドゥオゥス空港（英語版） – ブリョンドゥオゥス
- BIBR  – Búðardalur Airport – Búðardalur（英語版）
- BIDV (DJU) – Djupivogur Airport（英語版） – Djupivogur（英語版）
- BIEG (EGS) – エイイルススタジル空港 – エイイルススタジル
- BIGJ (GJR) - Gjögur Airport（英語版） - Gjögur
- BIGR (GRY) – グリムセイ空港 – グリムセイ島
- BIHN (HFN) – ホルナフィヨルズゥル空港（英語版） – ヘプン
- BIHU (HZK) – フーサヴィーク空港（英語版） – フーサヴィーク
- BIIS (IFJ) – イーサフィヨルズゥル空港 – イーサフィヨルズゥル
- BIKF (KEF) – ケプラヴィーク国際空港 – ケプラヴィーク
- BIKP (OPA) – Kopasker Airport – Kópasker（英語版）
- BIKR (SAK) – ソイザウルクロウクル空港（英語版） – ソイザウルクロウクル
- BINF (NOR) – Nordfjordur Airport – ネスコイプスタズル
- BIPA (PFJ) – パトレクスフィヨルズル空港（英語版） – パトレクスフィヨルズル（英語版）
- BIRF (OLI) – リーフ空港（英語版） – Ólafsvík（英語版）
- BIRG (RFN) – Raufarhöfn Airport（英語版） – Raufarhöfn（英語版）
- BIRK (RKV) – レイキャヴィーク空港 – レイキャヴィーク
- BISF - セールフォス空港（英語版） - セールフォス
- BISI (SIJ) – シグルフィヨルズル空港（英語版） – シグルフィヨルズル
- BIST (SYK) – スティッキスホールムル空港（英語版） – スティッキスホールムル（英語版）
- BITE (TEY) – シンクエイリ空港 – シンクエイリ（英語版）
- BITN (THO) – ソールスヘプン空港（英語版） – ソールスヘプン（英語版）
- BIVM (VEY) – ヴェストマンナエイヤル空港（英語版） – ヴェストマン諸島
- BIVO (VPN) – ヴォプナフィヨルズル空港（英語版） – ヴォプナフィヨルズル

## BK - コソボ
カテゴリと一覧も参照
- BKPR (PRN) – プリシュティナ国際空港 – プリシュティナ